# 롱비엔군
롱비엔군(Quận Long Biên / 郡龍編)은 베트남 하노이의 행정 구역이다. 홍강 동쪽 강변에 위치한 유일한 도시 지역이며, 하노이에서 가장 큰 행정구역이기도 하다. 이 지역은 롱비엔 다리, 베트남 항공, 베트남 민간항공국(CAAV), 빈그룹의 본부가 있다.
자럼 공항, 자럼 역, 자럼 버스 정류장이 이 지역에 위치하며, 이것은 자럼현의 이름을 딴 것으로 이전에는 자럼현에 속해 있었던 곳이다. 롱비엔 역, 롱비엔 버스 터미널, 롱비엔 시장과 같이 롱비엔의 이름을 딴 지형물들은 롱비엔 다리의 서쪽 끝에 위치한 것으로 현재는 호안끼엠군과 바딘군에 속해 있다.

## 지리
롱비엔군의 면적은 60.38km2이며, 2019년 기준 인구는 322,549명이다. 동쪽과 남쪽으로는 자럼현과 접경하고 있으며, 서쪽은 떠이호군, 바딘군, 호안끼엠군, 하이바쯩군과 경계를 접한다. 남서쪽은 호앙마이군에 접해 있으며 홍강으로 경계를 이루고 있다. 북쪽 경계는 동안현이며, 경계가 되는 것은 즈엉강이다.

## 행정구역
롱비엔군은 14개의 프엉을 관할하고 있다.
- 보데 (Bồ Đề / 菩提)
- 쟈투이 (Gia Thụy /嘉瑞)
- 꾸코이 (Cự Khối /巨塊)
- 둑쟝 (Đức Giang /德江)
- 쟝비엔 (Giang Biên /江邊)
- 롱비엔 (Long Biên / 龍編)
- 응옥람 (Ngọc Lâm / 玉林)
- 응옥투이 (Ngọc Thụy / 玉瑞)
- 푹동 (Phúc Đồng / 福同)
- 푹로이 (Phúc Lợi / 福利)
- 사이동 (Sài Đồng /柴同)
- 탁반 (Thạch Bàn /石盤)
- 트엉타인 (Thượng Thanh / 上靑)
- 비엣헝 (Việt Hưng /越興)